# Sistema de determinación del sexo
En biología, un sistema de determinación del sexo define el desarrollo de las características sexuales de un organismo (concretamente de una especie). Se distinguen, generalmente, dos tipos de sistemas de determinación del sexo:
- Determinación genética del sexo (DGS): aquella que está determinada por factores contenidos en los cromosomas.
  - Determinación cromosómica: cuando existen cromosomas heteromórficos.
  - Determinación génica: cuando los cromosomas son homomórficos.
  - Determinación por haplodiploidía: cuando uno de los sexos posee la mitad de la dotación cromosómica del otro.

- Determinación ambiental del sexo (DAS): aquella que está determinada por factores ambientales.
  - Determinación por temperatura (DTS): establecido por la temperatura de incubación.

## Determinación genética del sexo
Depende de factores contenidos dentro de los cromosomas.

### Determinación cromosómica del sexo

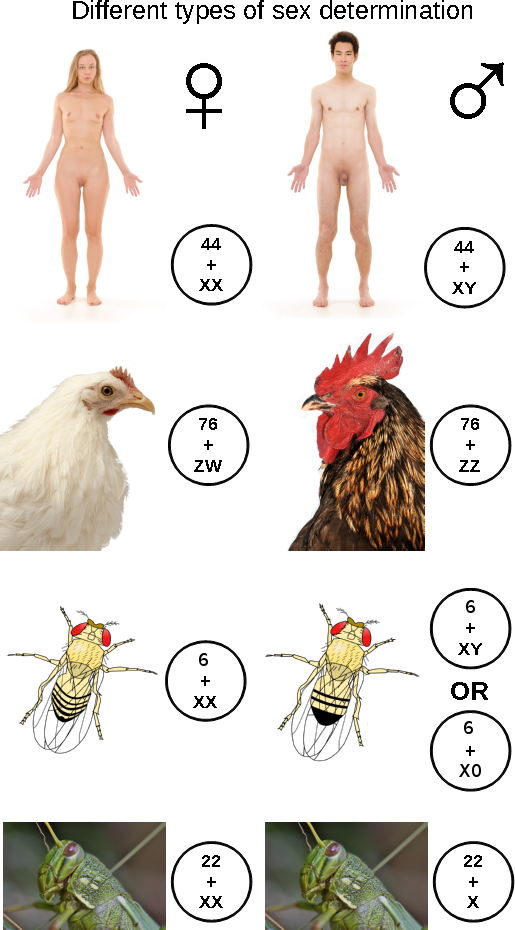
Tipos de determinación cromosómica del sexo

Se presenta en especies cuyos cromosomas sexuales son heteromórficos (se diferencian morfológicamente) del resto. Estos cromosomas portan los genes relacionados con el carácter sexual y los caracteres ligados al sexo. En las especies con este tipo de sistema de determinación sexual, uno de los sexos es heterogamético.[cita requerida]
Se distinguen cinco sistemas heterogaméticos:

#### Sistema XX/XY
Es el sistema de determinación de la especie humana y del resto de mamíferos, equinodermos, moluscos y algunos artrópodos. El organismo es diploide y posee un par de cromosomas que pueden ser del tipo X o del tipo Y. Los cromosomas X son cromosomas que siempre están presente en el sistema, mientras que los cromosomas Y tienen un segmento homólogo (una cromátida normal que se puede aparear con el cromosoma X) y un segmento diferencial que es más corto. En este sistema, las hembras poseen un cariotipo homocigótico, es decir XX, mientras que el macho es cariotipo XY. El gameto femenino siempre porta un cromosoma X, mientras que el masculino puede aportar un cromosoma X o uno Y, por lo que se dice que el macho aporta el sexo del organismo.[cita requerida]
En mamíferos placentados, existe una determinación del sexo primaria y secundaria. La determinación sexual primaria es la determinación de las gónadas, la cual es estrictamente cromosómica y, en general, no se ve influida por el ambiente. Como la hembra es XX, cada uno de sus gametos tiene un solo cromosoma X, mientras que el macho, al ser XY, puede generar dos tipos de espermatozoides: la mitad llevarán un cromosoma X y la otra mitad un cromosoma Y. De esta forma, si el gameto femenino recibe otro cromosoma X del espermatozoide, el individuo resultante será XX, y si el gameto femenino recibe un cromosoma Y del espermatozoide, el individuo será XY.
El cromosoma Y lleva un gen que codifica un factor determinante testicular, que se encarga de organizar la gónada hacia testículo en lugar de ovario. Los procesos de formación de ovarios y de testículos están dirigidos por la expresión diferencial de genes desde un precursor común: la gónada bipotencial.
La determinación sexual secundaria afecta el fenotipo fuera de las gónadas. Esto incluye el sistema de conductos masculino y femenino y los genitales externos. Un macho mamífero tiene pene, vesículas seminales y glándula prostática, mientras que la hembra de mamíferos tiene vagina, cuello uterino, útero, trompas uterinas y glándulas mamarias. En general, estas características sexuales secundarias se determinan mediante hormonas secretadas desde las gónadas.
El investigador francés Alfred Jost en los 1940, realizó complejos experimentos utilizando conejos, si se extirpan las gónadas fetales antes de haberse diferenciado, los individuos resultantes desarrollan un fenotipo femenino sin importar si era XY; planteó por tanto que el desarrollo femenino es una vía predeterminada que debe ser anulada activamente, para el desarrollo de los órganos sexuales masculinos.
Anteriormente se creía  que el sexo femenino era el sexo por defecto, sin embargo, esto ha sido controvertido por estudios recientes.
Si está ausente el cromosoma Y, el primordio de la gónada se desarrolla hacia ovario, los ovarios empezarán a producir estrógeno, una hormona que permite el desarrollo de los conductos de Müller hacia el útero, las trompas uterinas y el extremo superior de la vagina. Pero si el cromosoma Y está presente, se forman testículos y estos secretan dos hormonas: la primera es la hormona inhibidora de los conductos de Müller (AMH), que provoca la regresión de los conductos; la segunda es la testosterona, que masculiniza el feto y estimula la formación del pene, del sistema de conductos masculino y del escroto, e inhibe el desarrollo de los primordios de las glándulas mamarias. Por lo tanto, el cuerpo tiene un fenotipo femenino a menos que este sea cambiado por las hormonas secretadas por los testículos fetales.[cita requerida]

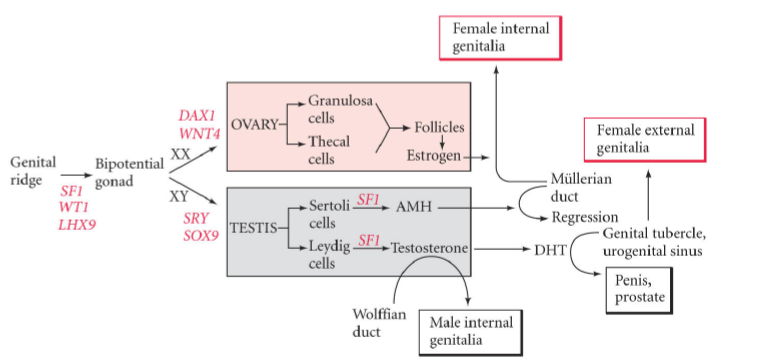
Desarrollo desde la gónada bipotencial

Se conoce el efecto de genes necesarios para la diferenciación sexual normal como el gen SRY: encargado de codificar el principal factor determinante testicular. Pero este gen necesario para la diferenciación masculina no es suficiente para inducir el desarrollo de testículos en mamíferos.[cita requerida]
SOX9: Un gen determinante testicular autosómico.
SOX9 es otra proteína que, al igual que SRY, se une a una caja HMG (grupo de alta movilidad; del inglés, high-movility group). SOX9 es un gen autosómico que también puede inducir la formación testicular, los humanos XX que tienen una copia extra de SOX9 se desarrollan como masculinos, incluso si no tienen gen SRY, y los ratones transgénicos para SOX9 desarrollan testículos. Los individuos que tienen solamente una copia funcional de este gen tienen un síndrome denominado displasia campomélica, una enfermedad que involucra a numerosos huesos esqueléticos y sistemas de órganos. Cerca del 75 % de los pacientes XY con este síndrome se desarrollan como fenotipos femeninos o hermafroditas. Es por esta razón que parece que SOX9 puede reemplazar a SRY en la formación testicular. Esto no es completamente sorprendente, ya que mientras que SRY se halla específicamente en mamíferos, SOX9 se halla en todos los vertebrados. Entonces SOX9 puede ser el gen de determinación del sexo más antiguo y más central, y en mamíferos puede ser activado por su pariente SRY, es decir, SRY puede estar actuando simplemente como «interruptor» para activar a SOX9, y así SOX9 puede iniciar la vía evolutiva conservada para la formación testicular. SOX9 migra hacia el núcleo en el momento de la determinación sexual. Allí se une a un sitio promotor sobre el gen para el factor inhibidor de Müller, proporcionando un enlace crítico en la vía hacia un fenotipo masculino.

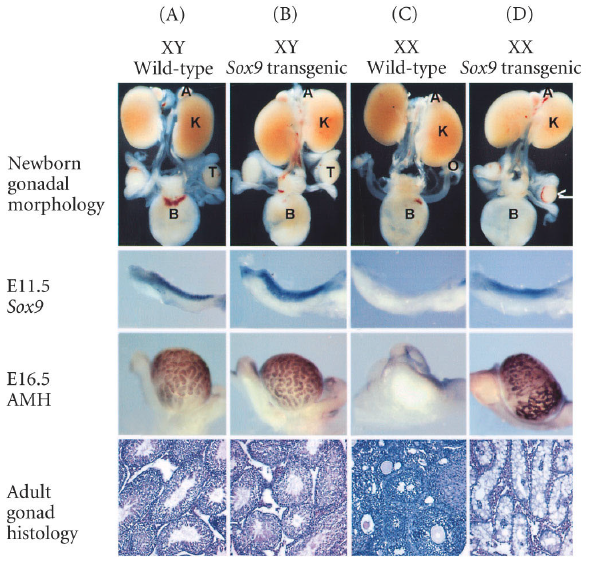
Capacidad de SOX9 para generar testículos

#### Sistema XX/XO
Determinación propia de algunos insectos. Las hembras, según este sistema, poseen cariotipo XX, mientras que los machos poseen un solo cromosoma X. Este sistema supone que el macho tenga un cromosoma menos que la hembra. Igual que en el caso anterior es el macho quien determina el sexo, ya que puede producir gametos con cromosoma X o gametos que sólo contengan autosomas. Algunas veces se encuentran entre los mamíferos hembras de constitución XO. Esto aparece en el ratón, Mus musculus, donde la constitución X0 origina hembras fértiles y normales.[cita requerida]

#### Sistema X0/XY
Se da en el ratón campestre (Microtus oregoni), especie en la que las hembras son 2n=17,X0 y los machos 2n=18, XY. Para que el sistema sea estable y no se generen gametos 0Y (inviables), ocurre de forma programada una no disyunción mitótica del cromosoma X en los primordios de las células germinales. El sexo heterogamético es el masculino, ya que produce dos clases de espermatozoides que, al fecundar a la única clase de óvulos, producen individuos normales.[cita requerida]

#### Sistema ZZ/Z0
Este sistema determina el sexo de algunos insectos. Sigue el mismo patrón que el sistema anterior, solo que en este caso el macho es homocigótico ZZ, mientras que la hembra es la que carece de un cromosoma y determina el sexo.

#### Sistema ZZ/ZW
Es un sistema propio de las aves, de las mariposas y de algunos peces. Sigue el mismo patrón que el sistema humano, pero los machos son homocigóticos ZZ, y las hembras heterocigóticas ZW. Se utilizan las letras Z y W para distinguirse del sistema XX/XY. El cromosoma Z sería el correspondiente con el X, siendo al igual que este un cromosoma de mayor tamaño que su homólogo, y posee mayor cantidad de eucromatina. Mientras que el W sería el correspondiente al Y, y lo mismo que éste posee menor tamaño que el Z y está constituido en su mayoría por heterocromatina.

#### Sistemas complejos o compuestos
Estos sistemas de determinación del sexo consisten en que no hay un solo tipo de cromosoma X y otro de Y, sino que hay varios tipos de cromosomas X (X1, X2, X3,...) y de Y (Y1,Y2,Y3,...).
Sistema hembra X1 X1 X2 X2- macho X1X2YSe piensa que estos sistemas complejos provienen de otros más sencillos como XX-XY o XX-X0, que a partir de reordenaciones cromosómicas se han formado diferentes tipos de cromosomas X, en concreto el X1 y X2. Este sistema lo presentan algunas especies de marsupiales como los canguros.[cita requerida]
Mosaicismo
Hay individuos que pueden tener diferentes líneas celulares, cada una de ella con un tipo de composición cromosómica distinta. Para el caso de cromosomas sexuales se llama mosaico sexual. Algunos de esos mosaicos pueden ser: XX/X0 (es decir, un mismo individuo que posee parte de sus células con un único X y otra parte con dos X). Otro ejemplo sería: X0/XX/XXX.[cita requerida]

### Determinación génica del sexo
Se presenta en especies cuyos cromosomas sexuales son homomórficos (no se diferencian morfológicamente) del resto. En este sistema el sexo viene determinado no por un cromosoma, sino por un gen y en algunos casos por varios. Este gen corresponde a una serie alélica en la cual la característica masculina es dominante frente al hermafroditismo, y esta es dominante frente a la femenina.
m=>masculinidad.  Genotipos masculinos: mm, mh, mf
h=>hermafroditismo.  Genotipos hermafroditas: hh, hf
f=>femineidad.   Genotipo femenino: ff
Este sistema corresponde a algunas plantas. El caso más estudiado es el del pepinillo del diablo (Ecballium elaterium)

### Determinación del sexo por haplodiploidía
Los himenópteros así como algunos otros grupos de insectos (algunos escarabajos (gorgojos de las cortezas) y rotíferos; también algunos ácaros de la familia Tetranychidae) tienen un sistema de determinación del sexo llamado haplodiploidía. Los huevos fecundados son diploides y producen hembras, los no fecundados o haploides producen machos.
Existen varias propuestas de como tendría lugar esa determinación:
Modelo de locus multialélico. En este caso existiría un gen con varios alelos que estaría implicado en la determinación sexual. Serían hembras todos los individuos heterocigotos para cualquiera de las combinaciones alélicas, mientras que los hemicigotos u homocigotos recesivos serían machos, siendo los homocigotos, machos estériles. Este modelo no se llega a ajustar a todas las especies por lo que hay otros.
Modelo de varios loci multialélicos. En este modelo habría que tener en cuenta varios genes. Y se considera que los individuos diploides heterocigotos para al menos uno de estos genes serían hembras. Mientras que los hemicigotos(n) o bien homocigotos (2n) para todos los genes serían machos. Siendo como en el modelo anterior los hemocigotos estériles.
Modelo de la impronta del locus sexual. En este modelo se habla de un locus S, que es el encargado de la determinación del sexo y que cuando está activo tiene capacidad de unirse a una proteína. Esa unión da lugar a la inducción del desarrollo de hembras. Mientras que cuando no tiene lugar esa asociación el desarrollo del individuo es hacia macho.
En concreto este sistema tiene lugar porque la hembra durante la ovogénesis impronta el locus S y lo trasmite inactivo, al contrario que los machos.
Modelo del efecto materno. Según este modelo el sexo estaría determinado por un equilibrio entre factores citoplasmáticos y factores nucleares. Se incluye dentro de la determinación del sexo por haplodiploidía porque se propone la existencia de un factor citoplasmático capaz de inducir la formación de macho solamente en un genoma haploide, y no en uno diploide.

## Determinación ambiental del sexo
En algunos animales la determinación del sexo viene dada por circunstancias ambientales y esto se debe a que no poseen cromosomas sexuales en su material genético. El medio modifica el metabolismo de las células embrionarias, haciendo que se diferencien unas de otras y determinando el sexo. En algunos anfibios, reptiles y peces la temperatura es un factor ambiental determinante en la incubación de los huevos, en el desarrollo y la proporción de los sexos varía drásticamente entre las diferentes especies dependiendo de los regímenes de incubación. Generalmente se presentan rangos estrechos de temperatura (1-2 °C) que generan proporciones sexuales mixtas y temperaturas por encima o por debajo de este rango pueden determinar a uno u otro sexo únicamente. Este rango de temperatura es denominado rango de temperatura de transición y es un parámetro importante en la determinación del sexo en reptiles, el cual varía considerablemente entre poblaciones.
Gunther Köhler distingue 4 grupos en los que se pueden clasificar los tipos de determinación sexual, que se pueden dar en estos animales. En el primer grupo las hembras se desarrollan en mayor proporción a los machos a temperaturas elevadas, y los machos se desarrollan en mayor proporción a las hembras a temperaturas bajas (Tortugas). En el segundo grupo ocurre al contrario, en donde a mayores temperaturas la proporción de machos será mayor, en cambio a bajas temperaturas la proporción de hembras será mayor (cocodrilos).En el tercer grupo las hembras se desarrollan en mayor proporción tanto a temperaturas bajas como altas, y los machos se desarrollan en mayor proporción a temperaturas intermedias (cocodrilos, tortugas y lagartos). Por último en el cuarto grupo sucede lo contrario al grupo anterior en donde la proporción de machos será mayor tanto a temperaturas altas como a bajas y la proporción de hembras será mayor a temperaturas intermedias.
El primer grupo, es un patrón típico en muchas especies de tortugas y lagartijas. Un ejemplo de este caso es la tortuga de las orejas rojas Trachemys scripta para la cual una temperatura por debajo de 28 °C genera eclosiones de huevos donde todos los individuos serán machos y a una temperatura por encima de 31 °C, de cada huevo eclosionará una hembra.
Para el tercer grupo, el patrón rendimiento de producción de hembras se presenta a temperaturas de incubación extremas y los machos a temperaturas intermedias. Este patrón se presenta en todas las especies de cocodrilos, varias especies de lagartijas y algunas especies de tortugas. Por ejemplo, la tortuga mordedora Macroclemys temminckii presenta este patrón, los huevos eclosionan en hembras a extremos de temperaturas frías (22 °C) o cálidas  (28 °C), y los machos se producen en el intermedio de estos extremos de temperatura.

### Aromatasa y estrógenos
La determinación sexual por temperatura en reptiles es dependiente de hormonas como el estrógeno el cual es esencial para la formación del ovario. Se han realizado estudios donde determinaron lo anterior dado que cuando se inhibía la producción de estrógenos, los huevos eclosionaban en machos así las temperaturas de incubación fueran para la producción de hembras. Asimismo, se determinó una correlación entre la enzima aromatasa y la cantidad de estrógenos, dado que esta enzima es la encargada de convertir la testosterona en estrógeno y se encuentra localizada en las gónadas y el cerebro. Se puede observar que en la zona gonadal tanto de machos como hembras hay una expresión de aromatasa, pero lo que realmente está influyendo en la manera en que se van a desarrollar las gónadas, depende de la expresión de aromatasa en el cerebro, la cual esta mediada por la temperatura de desarrollo y por la formación de los ovarios. También se han realizado otros estudios en los que se han utilizado inhibidores tanto para aromatasa y reductasa, estas enzimas son las encargadas de enviar cascadas de señales que permitan que las hormonas de estrógeno se metabolicen dentro de los huevos en desarrollo, el metabolismo óptimo de estas hormonas depende de su activación a partir de la temperatura a la que se encuentre el huevo.

### Genes implicados
El factor Sf1 (Steroidogenic factor 1) es un receptor nuclear que regula la transcripción de muchos genes corriente abajo, incluyendo muchas enzimas esteroidogenicas como la aromatasa. En la gonadogénesis temprana, modula la proliferación celular y previene la apoptosis en la formación de las gónadas bipotenciales en ambos sexos. También juega un rol importante en la determinación y el desarrollo de los testículos. En algunas especies como en la tortuga Trachemys scripta, se producen altos niveles de expresión de Sf1 durante el desarrollo de los testículos al igual que aumenta los niveles de aromatasa en la determinación del ovario.

Cinco genes específicos están involucrados en la formación de los testículos en las especies que tienen determinación sexual regulada por temperatura: Sox9, Sox8, Fgf9, Mis y Dmrt1. Sin embargo, parece que los genes más importantes en la diferenciación de los testículos en las tortugas, cocodrilos y lagartijas son Sox9 y Dmrt1, los cuales se expresan al comienzo de la formación de las gónadas y se restringen a las formación de testículos durante el periodo final de temperatura sensible. Dmrt1 es un gen, que en algunas tortugas se expresa más a temperaturas bajas, esto origina un desarrollo mayor de machos en los huevos. En algunas especies la proporción de machos se da a temperaturas altas, por lo que la expresión de Dmrt1 es ayudada por la expresión de los genes Sox, en muchas especies por el gen Sox9, este contribuye a que Dmrt1 se exprese y puedan formarse los testículos en los embriones. En los cocodrilos se ha visto que la expresión de los genes Sox esta tanto en machos como hembras durante el desarrollo gonadal. La diferenciación de los ovarios en reptiles es mediada principalmente por la participación de hormonas como el estrógeno y sus receptores ERα y ERβ, sin embargo se han determinado la participación de dos genes específicos FoxL2 y Rspo1.

### Implicaciones en conservación biológica
Estudios recientes han determinado que distintas clases de contaminantes de origen humano, han interferido drásticamente en la alteración de la determinación del sexo en reptiles. Componentes de bifenil policlorinatado (PCB) pueden actuar como estrógenos e invertir el sexo en tortugas generando hembras a temperaturas permisivas para machos, así mismo, algunos herbicidas que promueven o destruyen estrógenos como la atrazina que induce la aromatasa. Esto tiene fuertes implicaciones a nivel de conservación de especies, algunos biólogos defiende el uso tratamientos hormonales para proteger especies de reptiles en vía de extinción. Por otra parte, las especies dependientes de la temperatura para la determinación sexual, están sufriendo enormes consecuencias causadas por el calentamiento global, convirtiéndose este mecanismo en una desventaja. El cambio brusco de temperaturas está ocasionando que la mayoría de especies en reptiles estén en riesgo de desaparecer ya que dependen de un equilibrio en la temperatura del ambiente en el que los huevos se desarrollan, este equilibrio se está perdiendo por lo que los huevos están produciendo más machos o más hembras según sea la temperatura y las condiciones a las que estén expuestos. A futuro esto podría ocasionar que solo se produzcan machos o hembras únicamente e impidiendo que los individuos puedan reproducirse por la falta de alguno de los dos sexos, haciendo que la especie se extinga. En los últimos años se han comenzado a realizar planes de conservación, especialmente en tortugas marinas, las cuales contribuyen al desarrollo de la fauna y flora en el mar, y el desarrollo de las mismas, para evitar que su desaparición pueda ocasionar grandes impactos biológicos y la pérdida de varias especies de tortugas.

## Sistema de determinación del sexo en plantas
Hay que distinguir distintos tipos de plantas.
- Dioicas: Cuando producen un único tipo de gametos. Por tanto, una especie dioica es aquella que tiene plantas que sólo forman flores femeninas o flores masculinas.
- Monoicas: Son aquellas que en la misma planta se dan órganos sexuales masculinos y femeninos. En concreto son monoicas las especies cuyas plantas tienen ambos sexos pero en flores unisexuales separadas.

Si los sexos coinciden en la misma flor, entonces se denominan hermafroditas.
El determinismo genético del sexo en las plantas puede ser debido a simples genes o estar relaciones con la presencia de cromosomas sexuales.
Un ejemplo del primer caso, determinación del sexo por genes, se da en Ecbalium elaterium (pepinillo del diablo, que en las poblaciones del norte de España se presenta como forma monoica y en el sur como dioica. Galán propuso para esta especie un determinismo que consiste en una serie alélica, dando lugar a plantas monoicas con una determinada combinación y dioicas cuando es otra.
En el caso de que sea una determinación por cromosomas sexuales, ha sido estudiada en una hepática Sphaerocarpus donnelli, donde Allen observó diferencias cromosómicas entre los gametófitos masculinos y femeninos. Aunque ambos tenían el mismo número de cromosomas, en el femenino había un cromosoma X grande o en el masculino un Y pequeño.
También han podido ser identificados los cromosomas sexuales de algunas briofitas.

## Abreviaturas de uso común
- SDS: Sexual determination system o Sistema de determinación sexual
- GSD: Genotypic sex determination o DSG Determinación sexual genotípica
- TSD: Temperature-dependent sex determination o DST, Determinación sexual por temperatura
- ESD: Environmental sex determination o DSA, Determinación sexual ambiental